# Els Oksaar
Els Oksaar (* 1. Oktober 1926 in Pärnu; † 9. Dezember 2015 in Hamburg) war eine estnisch-schwedische Linguistin, die bis 1992 Professorin und einzige Lehrstuhlinhaberin für Allgemeine Sprachwissenschaft an der Universität Hamburg war. Sie war Mitglied der Estnischen und der Finnischen Akademie der Wissenschaften sowie der Norwegischen Akademie der Wissenschaften und der Akademie der Wissenschaften in Hamburg.

## Biografie

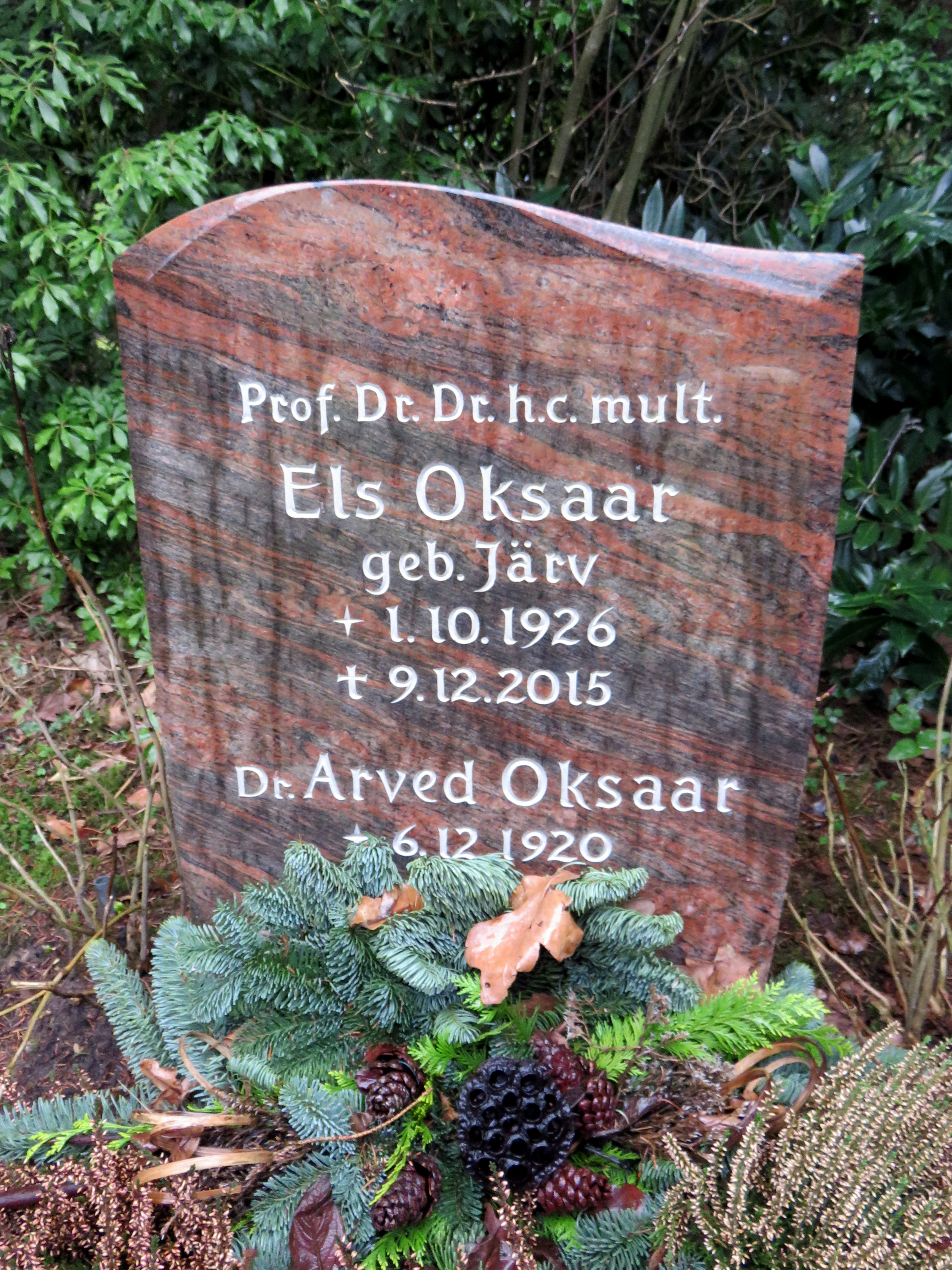
Grabstein Els Oksaar, Waldfriedhof Volksdorf

Els Oksaars linguistische Forschung war stark vom eigenen Lebensweg geprägt. Als Kind estnischer Eltern wuchs sie in Schweden auf, begann aber ihre wissenschaftliche Karriere in Deutschland. Sie studierte an der Universität Stockholm Germanistik, Anglistik und Slavistik, an der Universität Bonn Allgemeine Sprachwissenschaft, Phonetik und Kommunikationswissenschaft. In Bonn promovierte sie 1953, ihre Habilitation erfolgte 1958 in Stockholm. Dort war sie auch zunächst als Privatdozentin und außerordentliche Professorin tätig, bevor sie 1967 als Professorin für Allgemeine und Vergleichende Sprachwissenschaft an die Universität Hamburg kam. Dort begründete sie die Forschungsstelle für Sprachkontakte und Mehrsprachigkeit und wurde deren erste Direktorin.
1992 entschied der Hamburger Senat, den Lehrstuhl von Els Oksaar nach ihrer Emeritierung nicht mehr neu zu besetzen, um die Mittel der Technischen Universität Hamburg-Harburg zukommen zu lassen.
Oksaar war Mitglied zahlreicher wissenschaftlicher Institutionen des In- und Auslandes. So war sie beispielsweise Mitglied des Rates für Migration. Die Universitäten Helsinki (1986), Linköping (1987) und Tartu (1996) haben ihr Ehrendoktorwürden verliehen. 1992 erhielt sie den Konrad-Duden-Preis.
Els Oksaar wurde auf dem Waldfriedhof in Hamburg-Volksdorf im Planquadrat Af 75 beigesetzt.

## Werk
Els Oksaar kam schon früh mit vielen Sprachen und Kulturen in Kontakt und steht in der linguistischen Tradition von Roman Jakobson.
Oksaar kennzeichnet ihre Arbeit als Pädolinguistik, die Untersuchung des Spracherwerbs bei Kindern, und zwar dort vor allem der kindlichen Mehrsprachigkeit. Ihr Hauptwerk stützt sich im Wesentlichen auf die Beobachtung der Sprachentwicklung ihres eigenen Sohnes (dort kommt er als ein „Hamburger Kind im Alter von drei Jahren“ vor), den sie mit gleichzeitig fünf Muttersprachen (Estnisch, Schwedisch, Deutsch, Englisch und Französisch) großzog. Ihr Sohn ist heute Anwalt in Hamburg.
Außerdem etablierte Oksaar die Kulturemtheorie, die besagt, dass ähnlich wie verschiedene Sprachen den gleichen Gedanken auf verschiedene Weise ausdrücken, auch verschiedene Kulturen gleiche Kommunikationsformen auf verschiedene Weise zum Ausdruck bringen, und zwar als Kultureme.
Veröffentlichte Schriften von Els Oksaar sind beispielsweise:
- Spracherwerb – Sprachkontakt – Sprachkonflikt. Berlin 1984.
- Kulturemtheorie. Ein Beitrag zur Sprachverwendungsforschung. Göttingen 1988. (=Berichte aus den Sitzungen der Joachim-Jungius-Gesellschaft der Wissenschaften e. V. Hamburg 6,3 (1988)).
- Zweitspracherwerb. Wege zur Mehrsprachigkeit und zur interkulturellen Verständigung. Kohlhammer Verlag, Stuttgart 2003, ISBN 3-17-013708-5.